# Old Vic
L'Old Vic è un teatro situato a sud est di Waterloo Station di Londra, all'angolo fra The Cut e Waterloo Road. Fondato nel 1818 come il Royal Coburg Theatre e rinominato nel 1833 Royal Victoria Theatre, nel 1871 fu ricostruito e riaperto come il Royal Victoria Palace. Fu rilevato da Emma Cons nel 1880 e formalmente chiamato il Royal Victoria Hall, anche se da questo momento era già conosciuto come l'"Old Vic". Nel 1898, una nipote di Cons, Lilian Baylis ne assunse la gestione ed iniziò una serie di produzioni di Shakespeare nel 1914. L'edificio fu danneggiato nel 1940 durante raid aerei e divenne un Grade II* nella lista delle ricostruzioni nel 1951, dopo la sua riapertura.
È stato anche il nome di una compagnia di repertorio che aveva base sul teatro e formò il nucleo del National Theatre of Great Britain nella sua fondazione nel 1963, sotto Laurence Olivier. The National Theatre è rimasto all'Old Vic fin quando nuovi locali furono costruiti nel South Bank, aprendo nel 1976. The Old Vic poi divenne la sede di Prospect Theatre Company, a quel tempo una compagnia itinerante di grande successo che ha organizzato produzioni di gran successo, come l'Amleto di Derek Jacobi. Tuttavia, con il ritiro dei finanziamenti alla Compagnia da parte del Arts Council of Great Britain nel 1980 per aver violato i suoi obblighi di tournée, il Prospect si sciolse nel 1981. Il teatro ha subito una completa ristrutturazione nel 1985. Nel 2003, Kevin Spacey è stato nominato nuovo direttore artistico dell'Old Vic Theatre Company, che ha ricevuto una notevole attenzione dai media. Nel 2015, Matthew Warchus è stato nominato nuovo direttore artistico.

## Storia

### Origini

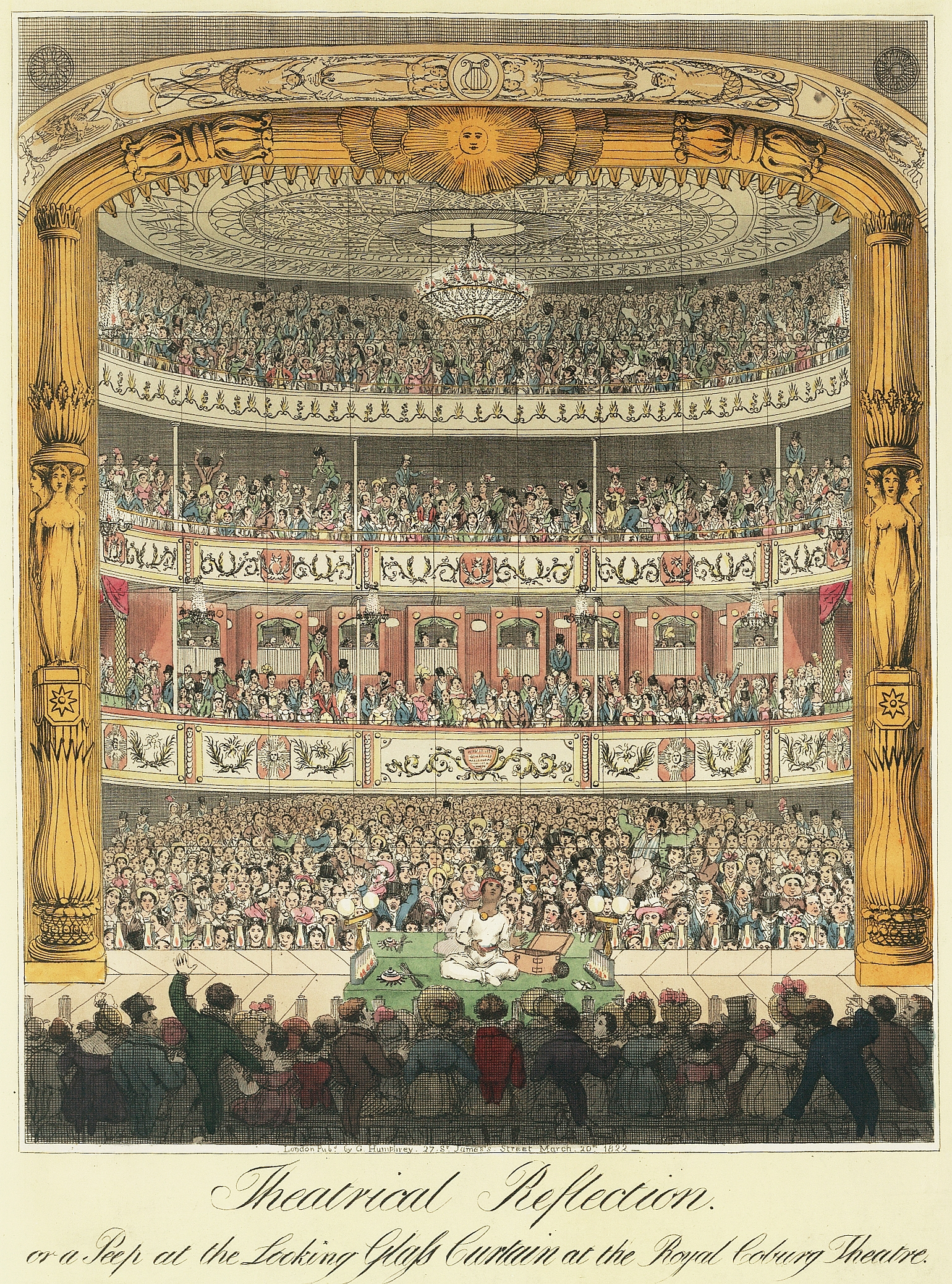
Il Royal Coburg Theatre nel 1822

Il teatro fu fondato nel 1818 da James King e Daniel Dunn (ex direttore del Surrey Theatre a Bermondsey) e John Thomas Serres, poi pittore di marine del re, che riuscì ad ottenere il patrocinio formale della Principessa Charlotte Augusta del Galles e di suo marito il principe Leopoldo di Sassonia-Coburgo rinominando il teatro Royal Coburg Theatre. Il teatro era un teatro "minore", al contrario di uno dei due teatri patentati, (ovvero con la licenza di rappresentare drammi teatrali a seguito della riforma di Carlo II d'Inghilterra nel 1660) e fu quindi tecnicamente proibito di rappresentare drammi seri. Tuttavia, quando il teatro passò a George Bolwell Davidge nel 1824 riuscì a portare il leggendario attore Edmund Kean a sud del fiume per recitare in sei commedie di Shakespeare in sei notti. Il ruolo del teatro nel portare alle masse l'arte importante fu confermata quando Kean si rivolse al pubblico durante la sua chiamata alla ribalta dicendo "Non ho mai recitato per un tale insieme di ignoranti, di bruti assoluti come quelli che vedo avanti a me." I lavori tipici più popolari del loro repertorio erano i melodrammi "sensazionali e violenti" che dimostrano i danni del bere, "sfornati dal drammaturgo di casa", astemio confermato Douglas Jerrold.
Quando Davidge lasciò per assumere la direzione del Teatro Surrey nel 1833 fu acquistato da Daniel Egerton e William Abbot che cercarono di mettere a frutto l'abolizione della distinzione giuridica tra teatri patentati e teatri minori, emanata in Parlamento all'inizio di quell'anno. Il 1º luglio 1833 il teatro fu rinominato Royal Victoria Theatre, sotto la "protezione e il patrocinio" di Vittoria, Duchessa di Kent, la madre della principessa Victoria, la quattordicenne probabile erede al trono. La duchessa e la principessa lo visitarono una sola volta, il 28 novembre dello stesso anno, ma apprezzarono l'esecuzione di operetta e danza del teatro "abbastanza ... pulito e confortevole". Quell'unica visita a malapena giustificava che l'"Old Vic" fatturasse in seguito come "Teatro di proprietà della regina Vittoria". Nel 1835 il teatro si reclamizzava semplicemente come il Teatro Vittoria. Nel 1841 David Osbaldiston incaricato come locatario, gli succedette alla sua morte nel 1850 la sua amante e protagonista teatrale Eliza Vincent, fino alla sua morte nel 1856. Sotto la loro gestione, il teatro rimase dedicato al melodramma. Nel 1867 lo prese Joseph Arnold Cave come locatario. Nel 1871 trasferì la locazione a Romaine Delatorre, che raccolse i fondi per il teatro da ricostruire nello stile della Alhambra Music Hall. Jethro Thomas Robinson fu assunto come architetto. Nel settembre 1871 il vecchio teatro chiuse e il nuovo edificio aprì come il Royal Victoria Palace nel dicembre dello stesso anno, con Cave che rimase in qualità di gestore. Nel 1873, tuttavia, Cave aveva lasciato e l'impresa di Delatorre fallì.
Nel 1880, sotto la proprietà di Emma Cons a cui sono dedicate placche all'esterno e all'interno del teatro, è diventato il Royal Victoria Hall And Coffee Tavern e fu gestito seguendo "severe linee di temperanza»; da quel momento era già conosciuto come "Old Vic". Le "penny lectures" fatte in sala portarono alla fondazione del Morley College, un collegio di istruzione per adulti, che si spostò in locali propri nelle vicinanze, nel 1920.

### Compagnia Old Vic

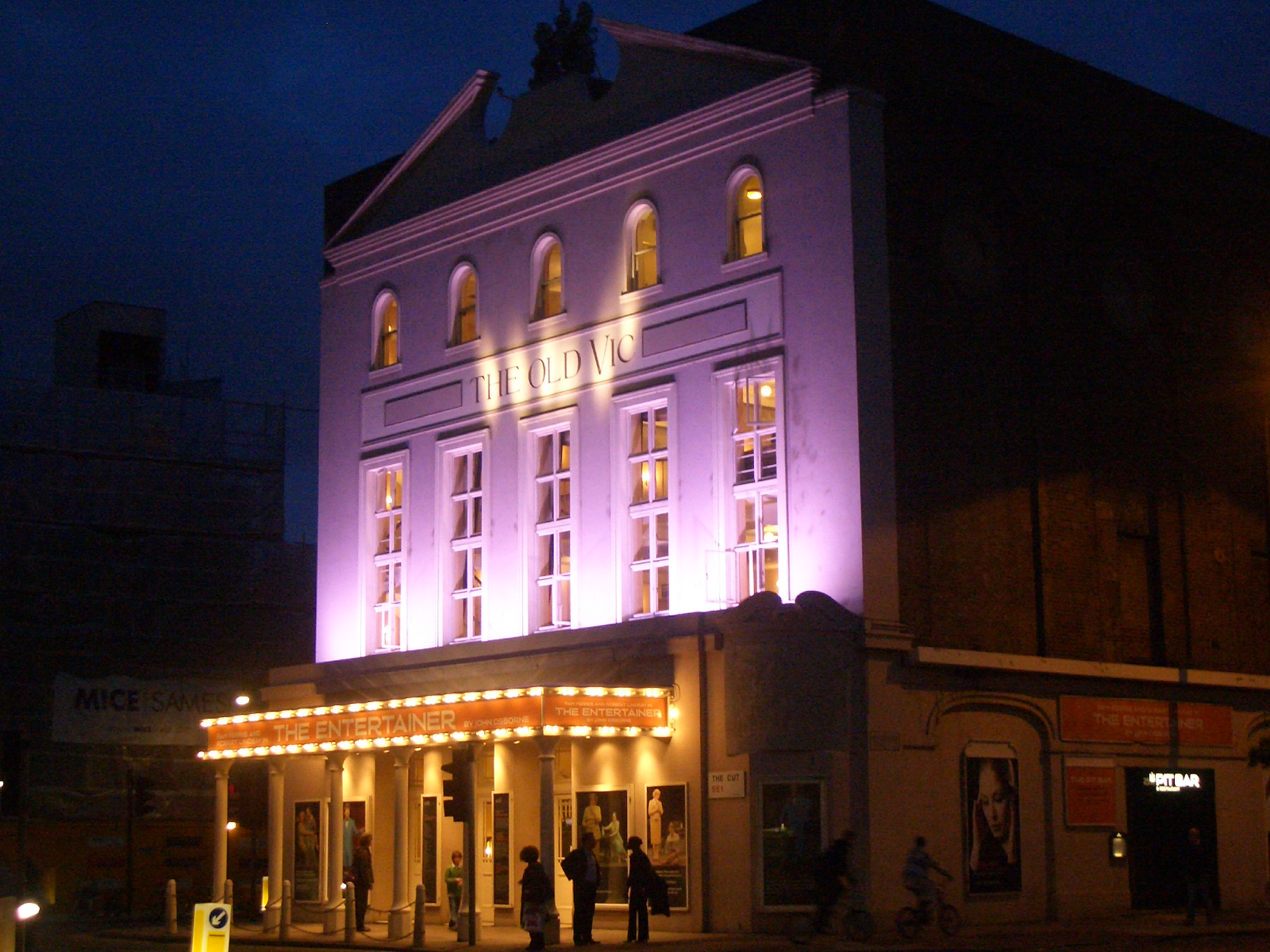
Il teatro di notte

Con la morte di Emma Cons nel 1912 il teatro passò alla nipote Lilian Baylis, che diede rilievo al repertorio shakespeariano. L'Old Vic Company fu fondata nel 1929, guidata da Sir John Gielgud. Tra il 1925 e il 1931, Lilian Baylis sostenne la ricostruzione dell'allora abbandonato Teatro Sadler's Wells e fondò una compagnia di balletto sotto la direzione di Dame Ninette de Valois. Per alcuni anni le compagnie teatrali e di balletto fecero la spola tra i due teatri, ed il balletto si insediò in modo permanentemente al Sadler's Wells nel 1935.

### L'esilio della guerra
L'Old Vic fu danneggiato gravemente durante l'attacco tedesco improvviso e la compagnia esaurita dalla guerra passava tutto il suo tempo in tour, avendo come base Burnley, Lancashire al Teatro Vittoria nel corso degli anni 1940 fino al 1943. Nel 1944, la compagnia fu ristabilita a Londra con Ralph Richardson e Laurence Olivier come star, presentando spettacoli prevalentemente presso il Teatro Nuovo (ora Noël Coward Theatre) finché l'Old Vic fu pronto a riaprire nel 1950. nel 1946, un ramo della società fu fondata a Bristol come il Bristol Old Vic.

### Compagnia National Theatre
Nel 1963, la compagnia dell'Old Vic fu sciolta e la nuova National Theatre Company, sotto la direzione artistica di Laurence Olivier, fu basata sull'Old Vic finché non fu costruito il suo edificio nel 1976, sulla South Bank nei pressi del Ponte di Waterloo.

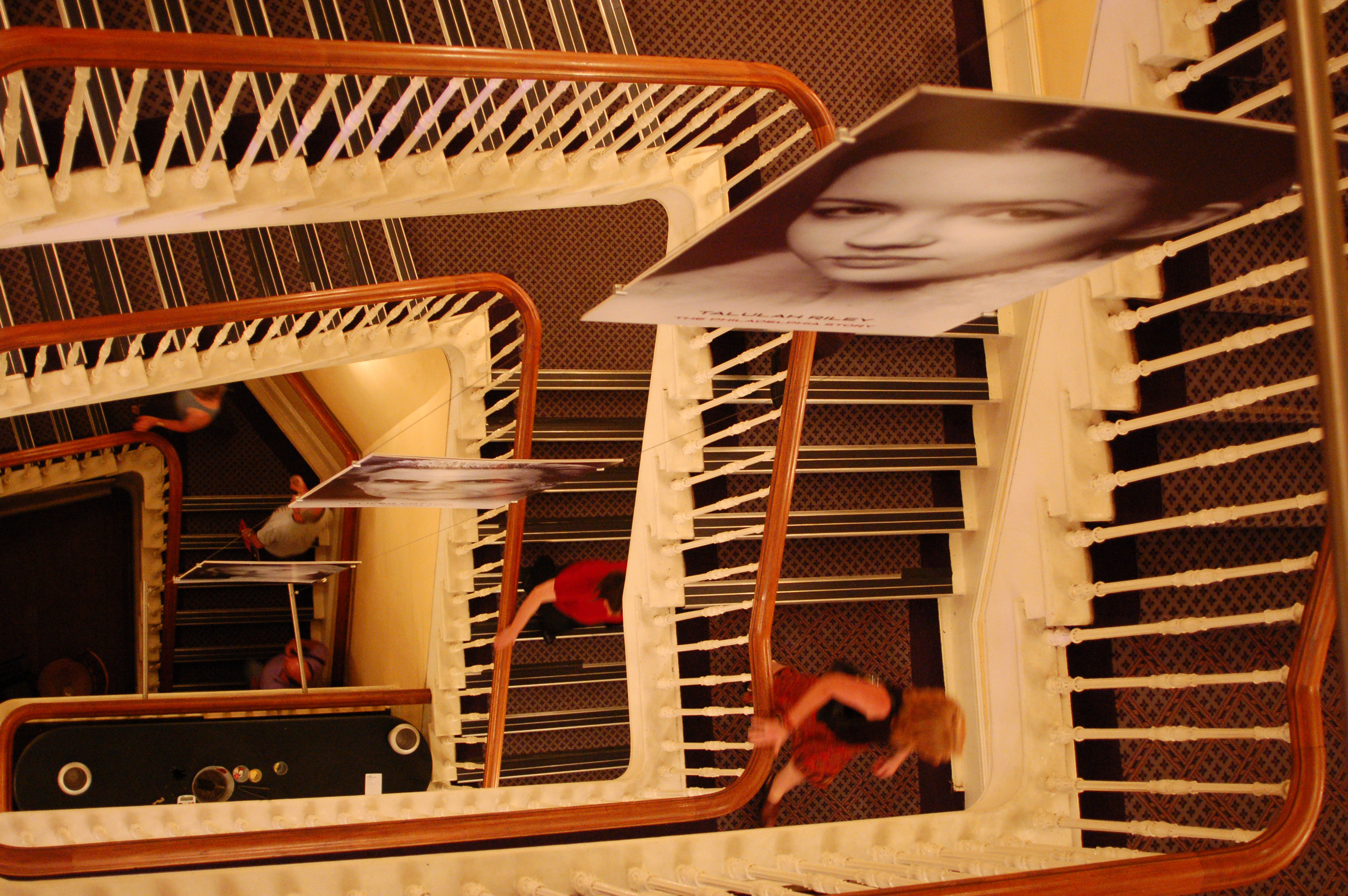
Scala dell'Old Vic

Nel luglio 1974 l'Old Vic presentò un concerto rock per la prima volta. Il direttore del Teatro Nazionale Sir Peter Hall, ingaggiò la band folk-rock Gryphon progressista per la prima di Midnight Mushrumps, la fantasia ispirata proprio nel 1974 dall'Old Vic dalla produzione di Hall della The Tempest con John Gielgud per cui Gryphon aveva fornito la musica.

### Compagnia Prospect Theatre
Per i due anni precedenti la partenza della National Theatre Company, Toby Robertson, direttore della Prospect Theatre Company, fece un certo press perché l'Old Vic facesse della Prospect la sua compagnia residente. Per l'Old Vic, si dimostrava sempre più difficile resistere alle proposte di Robertson, di fronte ai miseri incassi di botteghino conseguiti dalle produzioni messe in scena da altre compagnie in visita; per affrontare tutto ciò, la Prospect mise in scena una stagione di grande successo che aprì nel maggio del 1977, tra cui Amleto con Derek Jacobi, Antonio e Cleopatra con Alec McCowen e Dorothy Tutin; e Santa Giovanna con Eileen Atkins. Nel mese di luglio l'amministrazione di The Old Vic annunciò "un matrimonio che era tutto, tranne una fusione" tra il Vic e il Prospect. Nel mese di settembre a Toby Robertson, direttore del Prospect, fu chiesto di prendere il controllo artistico dell'The Old Vic, ed Christopher Richards, direttore generale dell'The Old Vic, divenne direttore generale del Prospect.
Uno dei principali problemi, però, erano le condizioni di finanziamento del Prospect da parte dell'Arts Council della Gran Bretagna: questo era stato concesso come una compagnia itinerante ed il Consiglio, che già finanziava il National Theatre e la Royal Shakespeare Company di Londra, non poteva accettare l'ipotesi di una terza grande compagnia nella capitale e rifiutò ripetutamente le richieste di finanziare ogni stagione Londinese messa in scena dal Prospect. Ne derivava che qualsiasi produzione con sede a Londra avrebbe dovuto avere successo finanziariamente senza il supporto dell'Arts Council. La prima stagione del Prospect all'Old Vic recuperò i costi sostenuti, ma non lasciò un margine per finanziare le produzioni future. Ulteriori allestimenti da parte di compagnie ospiti furono fallimenti al botteghino e ridussero le finanze del teatro al punto di rottura. Eppure il Prospect continuava ad attrarre pubblico all'Old Vic dove altre compagnie avevano fallito. Nel dicembre del 1978, gli amministratori dell'Old Vic stipularono un contratto di cinque anni con il Prospect, che annunciò alla stampa il 23 aprile che d'ora in poi sarebbero stati in stile "Prospect Productions Ltd., facendo affari come Old Vic Company". Gli impegni itineranti del Prospect tennero la compagnia lontana dal teatro per la prima metà del 1979, lasciando il teatro affondare ulteriormente nei debiti. La compagnia tornò a luglio con l'Amleto di Jacobi (portato poi in Danimarca, Australia e Cina, la prima compagnia teatrale inglese che visitasse quel paese), seguito da Romeo e Giulietta, e The Government Inspector con Ian Richardson. La stagione seguente, tuttavia, si rivelò controversa: la programmazione proposta, tra cui la doppia messa in scena di The Padlock e Miss in Her Teens, in occasione del bicentenario della morte di David Garrick, e una ripresa di What the Butler Saw, furono ritenuti dal Arts Council inadatte per il repertorio itinerante. Un rapporto interno del Prospect, ora metteva in discussione "che il Prospect potesse più soddisfare il triplo compito di riempire il Vic, soddisfare il direttore dell'Arts Council che i requisiti per i tour erano un certo tipo di spettacolo per le famiglie e realizzare la visione di Toby Robertson".
Robertson fu di fatto licenziato come direttore artistico nel 1980, mentre era all'estero con l'azienda in Cina, Timothy West lo sostituì. La stagione successiva, la prima di West come successore di Robertson, vide Macbeth con Peter O'Toole, Il Mercante di Venezia con West nella parte di Shylock e una serata di gala offerta alla Regina Madre per celebrare il suo ottantesimo compleanno. Il 22 dicembre del 1980, quattro giorni dopo la serata di gala, l'Arts Council eliminò il suo finanziamento alla compagnia, decretandone l'inevitabile fine. La compagnia diede un finale di stagione all'Old Vic nel 1981, mettendo in scena Il Mercante di Venezia, poi fece un tour finale in Europa, dando la sua ultima rappresentazione a Roma il 14 giugno prima di sciogliersi.

### Riapertura
The Old Vic fu rimesso in sesto in modo decisivo sotto la proprietà dei Grandi Magazzini di Toronto dell'imprenditore 'Honest Ed'Mirvish nel 1985. Nel 1987, suo figlio David Mirvish insediò Jonathan Miller come direttore artistico dell'Old Vic e il teatro godette di diversi successi della critica, tra cui un Olivier Award per la produzione del musical Candide, ma ci furono tre anni consecutivi di perdite finanziarie. Nel 1990, Mirvish rescisse il contratto di Miller per questioni di bilancio, attirandosi molte critiche negative dalla stampa britannica.
Nel 1997, Mirvish nominò Sir Peter Hall come direttore artistico e, ancora una volta, godette successo di critica con produzioni come The Master Builder con Alan Bates e Aspettando Godot con Ben Kingsley, ma continuava la perdita finanziaria. Nel giro di un anno dalla nomina, Mirvish rescisse il contratto di Hall, di nuovo con molti commenti negativi sulla stampa e mise in vendita l'Old Vic. Nel 1998, l'edificio fu acquistato da un nuovo trust di beneficenza, The Old Vic Theatre Trust 2000. Nel 2000, la società di produzione Criterion Productions fu rinominata Old Vic Productions plc, anche se relativamente poche delle sue produzioni sono al teatro Old Vic.
Nel 2003, l'attore Kevin Spacey è stato nominato nuovo direttore artistico della Old Vic Theatre Company ricevendo notevole attenzione dai media. Spacey ha detto di voler iniettare nuova vita nel settore del teatro inglese e portare il talento teatrale inglese e americano sul palcoscenico. Egli appare in uno o due spettacoli a stagione, e svolge alcuni compiti di regia in altri spettacoli. Nel 2015, Spacey fu sostituito da Matthew Warchus come direttore artistico. La sua stagione d'esordio ha aperto il 1º settembre con la produzione di Warchus di una nuova commedia sull'educazione, Future Conditional di Tamsin Oglesby. I piani futuri includono la prima mondiale del musical Groundhog Day, che sarà anch'esso diretto da Warchus.

## Sviluppi attuali

### I Tunnel dell'Old Vic
Nel febbraio 2010, The Old Vic acquisì un nuovo spazio gemello per spettacoli sotto la stazione di Waterloo a Londra; una serie di tunnel cavernosi in precedenza di proprietà delle British Railways. Ora che opera sotto la direzione artistica di Hamish Jenkinson, questo luogo ospita produzioni, performance e installazioni. The Old Vic Tunnels stato presentato al Big Society Award da David Cameron nel 2011.

### Programma di Artisti in Residenza
C'è stato un Programma di Artisti in Residenza con un fotografo residente, artisti di graffiti, designer e registi. Nel 2011 The Old Vic nominò il regista di cinema tedesco Grigorij Richters e il produttore Alex Souabni suoi registi in residenza.

### Old Vic Nuove Voci
Old Vic Voci Nuove è programma dell'Old Vic per l'educazione della comunità e dei talenti emergenti. Ha lo scopo di scoprire e coltivare attori, scrittori, produttori e registi emergenti e attrarre a teatro il pubblico più svariato. Il regista è Alexander Ferris. Un progetto parallelo, OVNV New York, è stato istituito a New York.

### Approfondimenti
- Guide to British Theatres 1750–1950, John Earl and Michael Sell pp. 128–9 (Theatres Trust, 2000) ISBN 0-7136-5688-3